# Formosatettix shennongjiaensis
Formosatettix shennongjiaensis är en insektsart som beskrevs av Zheng, Z. 1997. Formosatettix shennongjiaensis ingår i släktet Formosatettix och familjen torngräshoppor. Inga underarter finns listade i Catalogue of Life.